# هربرت کریگان
هربرت کریگان (انگلیسی: Herbert Kerrigan; ۲۴ ژانویهٔ ۱۸۷۹ – ۱۰ سپتامبر ۱۹۵۹) ورزشکار دو و میدانی اهل ایالات متحده آمریکا بود.